# Дугове сито

Дугове сито

Стендове дугове сито.

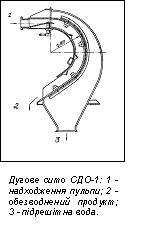
Сито дугове СДО-1

Дугове сито (рос. дуговое сито, англ. arc sieve, sieve-bend; нім. Bogensieb n) – апарат (грохот) для мокрої класифікації і зневоднення зернистого матеріалу на нерухомій просіювальній поверхні щілинного сита, яка має криволінійну форму. Щілини Д.с. розміщуються перпендикулярно до потоку матеріалу. Застосовується для зневоднення та знешламлювання дрібних класів корисних копалин, а також для розділення шламів за крупністю 0,5-1 мм. Потік вихідного матеріалу подається у верхню частину Д.с. вільно (безнапірне Д.с.) або під напором (напірне Д.с.). Кривина поверхні сприяє розділенню матеріалу завдяки відцентровій складовій діючих сил.

## Принцип дії та технічні характеристики

.

Як правило, вихідна пульпа через завантажувальний пристрій під тиском до 0,25 МПа подається на шпальтове сито і рухається по його поверхні. Під дією відцентрової сили пульпа розшаровується, шлам і вода (підрешітний продукт) зрізуються крайками колосників і надходять у розвантажувальну коробку, а знешламлений матеріал (надрешітний продукт) видаляється з грохота по жолобу.
Технічні характеристики дугових і конічних грохотів